# Coprinisphaeridae
De Coprinisphaeridae zijn een familie van uitgestorven insecten die behoort tot de orde der kevers (Coleoptera). 

## Taxonomie
De volgende geslachten zijn bij de familie ingedeeld:
- † Coprinisphaera Sauer, 1955
- † Fontanai Roselli,  1939
- † Eatonichnus Bown et al., 1997
- † Monesichnus Roselli, 1987
- † Teiseirei Roselli, 1987
- † Rebuffoichnus Roselli, 1987
- † Quirogaichnus Laza, 2006